# Shapeshifter (album de Gong)
Pour les articles homonymes, voir Shapeshifter.
 (octobre 2012).
Si vous disposez d'ouvrages ou d'articles de référence ou si vous connaissez des sites web de qualité traitant du thème abordé ici, merci de compléter l'article en donnant les références utiles à sa vérifiabilité et en les liant à la section « Notes et références ».
Albums de Gong
Live au Bataclan 1973
(1990) Live 1991
(1992)
Shapeshifter est le 9e album studio de Gong, sorti en 1992. C'est le premier véritable album studio de Gong depuis Shamal en 1975 si l'on ne compte pas Gazeuse! et Expresso II, sorti par contrat sous le nom de Gong mais plutôt joués par le Pierre Moerlen's Gong.
Après l'album Gong maison, le groupe se rapproche un peu plus de la formation originale avec l'arrivée de Pip Pyle (batteur original de Gong 1971-1972) et Keith Bailey (bassiste de Here & Now et de Planet Gong). Shapeshifter est d'ailleurs la suite des aventures de Zero the hero après la trilogie Flying Teapot, Angel's Egg et You soit Radio Gnome Invisible Part 4.

« Dans l'épisode quatre de l'album Shapeshifter (1992), Zéro rencontre un chaman urbain qui accepte de le mener au prochain niveau de conscience à condition que Zéro passe neuf mois dans un avion, voyage où il veut, mais sans utiliser de l'argent et en ne mangeant rien d' autre que de la nourriture d'avion. Zéro meurt en Australie dans des circonstances mystérieuses. »

## Sorties
Il y a eu deux différentes versions de l'album. Dans la version originale telle qu'elle est présentée sur le site du groupe, les titres sont indiqués "tels que l'album était prévu". Dans l'édition Lightyear de 1997 manquent deux morceaux : "Là Bas Là Bas" et "I Gotta Donkey". Elle est par contre agrémentée d'un titre bonus en concert : "Goddess Invocation Om Riff", enregistré à Ynys Witren au solstice d'été 1992.

## Liste des titres
1. Gnomerique (Allen) − 0:07
2. Shapeshifter (Allen, Malherbe) − 4:53
3. Hymnalayas (Allen, Bailey) − 7:38
4. Dog-o-matic (Maitra) − 3:00
5. Spirit With Me (Allen, Ehrlich) − 2:27
6. Mr Albert Parkin (Clark) − 0:17
7. Raindrop Tablas (Maitra) − 0:21
8. Give My Mother a Soul Call (Yogananda) − 4:30
9. Heaven's Gate (Allen, Bailey) − 4:49
10. Snake Tablas (Maitra) − 0:34
11. Loli (Allen, Clark) − 5:09
12. Là Bas Là Bas (Couture, Allen) − 4:06
13. I Gotta Donkey (Allen) − 2:12
14. Can: You Can (Malherbe) − 9:09
15. Confiture de Rhubarbier (Pyle) − 1:18
16. Parkin Triumphant (Clark) − 0:06
17. Longhaired Tablas (Maitra) − 0:14
18. Éléphant la Tête (Malherbe, Maitra)
19. Mother's Gone (Allen) − 1:12
20. Éléphant la Cuisse (Malherbe, Clark) − 3:26
21. White Doves (Viraj, Sunsinger) − 5:24
22. Gnomoutro (Allen) − 0:27

## Musiciens
- Daevid Allen: Acoustique, glissando et  guitare solo, voix, midwifery
- Graham Clark: Violon, voix
- Shyamal Maitra: Tablas, ghatam, djembé, darbuka, percus technos, programmations, batterie(13)
- Keith Bailey: Basse, voix(2,9)
- Didier Malherbe: saxophones basse, tenor, alto et soprano, WX7, clavier, piccolo, flutes
- Pip Pyle: batterie et cris

### Musiciens additionnels
- Charlélie Couture : Voix (12)
- Tom the Poet : poèmes instantanés (13)
- Loy Ehrlich : claviers (8), Kora (5)
- Mark Robson : clavier et voix sportives (22)